# Michaela Badinková
Michaela Badinková (ur. 25 stycznia 1979 w Malacky) – słowacka aktorka teatralna i filmowa.

## Życiorys
Badinková ukończyła Konserwatorium w Bratysławie, a następnie Akademię Sztuk Scenicznych w Pradze. Występowała w teatrze dziecięcym Úsmev w Bratysławie, później w Teatrze Andreja Bagara w Nitrze, w Teatrze Lalek w Żylinaie i Divadlo Na Fidlovačce w Pradze.  Po raz pierwszy zagrała w telewizyjnej bajce Za mestskými múrmi: Kováč Juraj  w 2001 roku. Wystąpiła także w amerykańskim serialu The Immortal.

## Wybrane role
- 2004: Jak básníci neztrácejí nadeji
- 2008: Bracia Karamazow, tyt. oryginalny Karamazovi
- 2011: Ta třetí
- 2016: Jak básníci čekají na zázrak